# Samastipur (huyện)
Huyện Samastipur là một huyện thuộc bang Bihar, Ấn Độ. Thủ phủ huyện Samastipur đóng ở Samastipur. Huyện Samastipur có diện tích 2905 ki lô mét vuông. Đến thời điểm năm 2001, huyện Samastipur có dân số 3413413 người.